# Hiéroglyphe égyptien D40

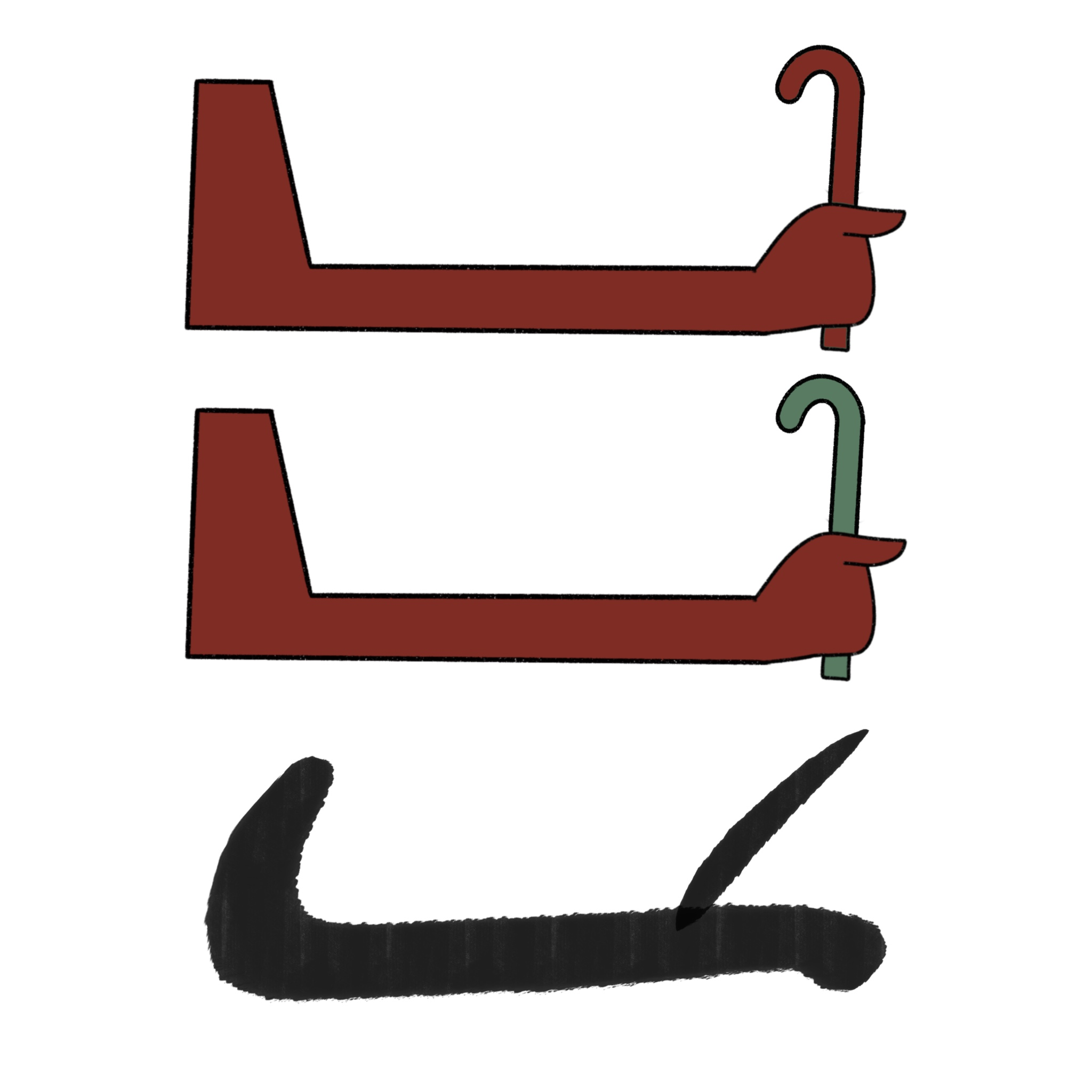
Version hiératique et hiéroglyphique

Le hiéroglyphe égyptien D40 (bras tendu armé d'un bâton) est classifié dans la section D « Parties du corps humain » de la liste de Gardiner ; il y est noté D40.

## Représentation
Il représente un bras tendu tenant un petit objet en forme de bâton plus ou moins recourbé vers l'arrière de couleur verte ou plus rarement rouge. Il est translittéré ḫȝj ou nḫt.

## Utilisation
| M12 | A | D40 |

| M12 | A | D40 |

| A24 |

| A24 |

comme déterminatif de l'action (notamment dans les verbes).
| D37 |

| D37 |

## Exemples de mots
| a | b | b | D40 |

| a | b | b | D40 |

| i | r | T12 · D40 |

| i | r | T12 · D40 |

| iTi · t | D40 |

| iTi · t | D40 |